# Neja
Neja (de son vrai nom Agnese Cacciola née le 15 août 1972 à Rivoli en Italie) est une chanteuse italienne de musique dance.
En 2007, elle sort le single Catwalk avec le DJ français Benjamin Braxton. Elle reprend la chanson de la chanteuse américaine Umbrella en version acoustique pour son album Acousticlub (2009)

## Discographie
- En 1999, Neja sort son premier album studio The Game sous le label New Music International.
- En 2003, Hot Stuff son second album studio sous le label Universal Music Italie
- En 2008, AcoustiClub est un album de reprise en version acoustique sorti sous le label Exclaim Productions / Self Distribuzione.
- En 2009 et 2010, respectivement 133SushiClub et 133SushiClub vol. II deuxième album de reprise sorti sous le label 133ART / The Saifam Group
- En 2011, 133SushiClub vol. III un album live produit par Roberta Gandini.

### Album
- 1999 - The Game
- 2003 - Hot Stuff
- 2008 - AcoustiClub
- 2009 - 133SushiClub
- 2010 - 133SushiClub vol. II
- 2011 - 133SushiClub vol. III

### EP
- 2004 - First Flight

### Single
- 1997 - Hallo
- 1998 - Restless
- 1998 - Shock!
- 1999 - The Game
- 2000 - Fairytale
- 2000 - Singin' Nanana
- 2000 - Mum's Day
- 2001 - Time Flies
- 2001 - Back 4 the Morning
- 2002 - Looking 4 Something
- 2003 - Hot Stuff
- 2003 - To the Music
- 2005 - Who's Gonna Be?

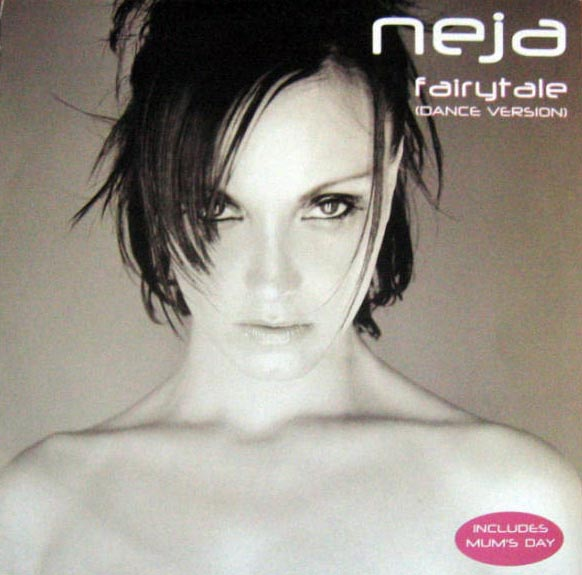
Pochette vinyle du single Fairytale sortie en 2000.

- 2007 - Catwalk (feat Benjamin Braxton)
- 2008 - Sweet Dreams
- 2009 - Loving You (WAG011 feat. Neja)
- 2010 - Sorry (Lanfranchi e Farina feat. Neja)
- 2011 - Walking on a dream (O2 feat. Neja)
- 2012 - Sun has come again

## Vidéographie
- 1998 - Restless
- 1998 - Shock!
- 1999 - The Game
- 2000 - Fairytale
- 2005 - Who's Gonna Be?
- 2007 - Catwalk
- 2010 - Loving You